# Łańcuch kotwiczny

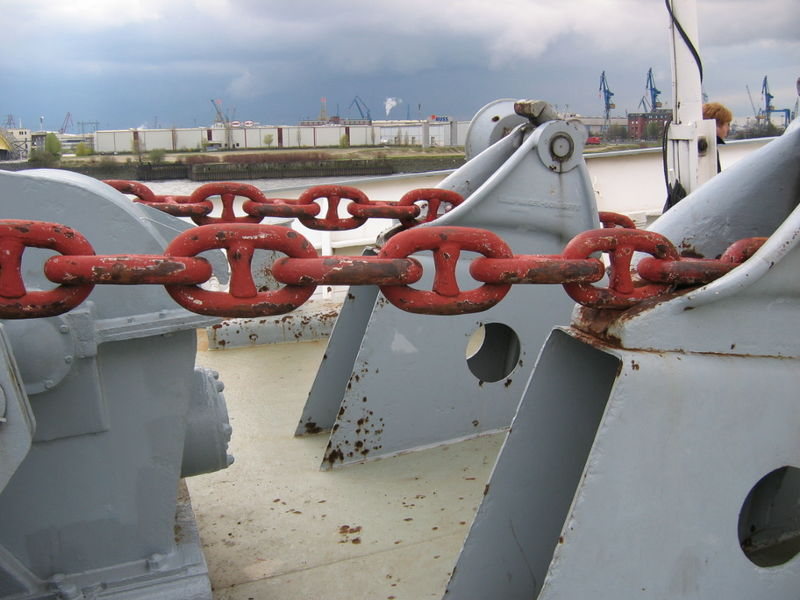
Łańcuch kotwiczny wyprowadzony z komory łańcuchowej przez kluzy pokładowe

Łańcuch kotwiczny – łańcuch, do którego mocowana jest kotwica. Na małych jednostkach pływających zastępowany liną kotwiczną.

Na dużych jednostkach łańcuch (zwłaszcza rozpórkowy) łączony jest z szeregu przęseł (zwanych również szeklami lub szaklami) o długości 27,5 metra (15 sążni brytyjskich) każde. Poszczególne przęsła łączone są ogniwami łącznikowymi, a miejsca łączenia oznaczane malowaniem. Przęsło mocowane do statku nazywane jest przęsłem zęzowym, a mocowane do kotwicy przęsłem kotwicznym. Pomiędzy szeklę kotwiczną a łańcuch wstawia się krętlik zapobiegający skręcaniu się łańcucha.

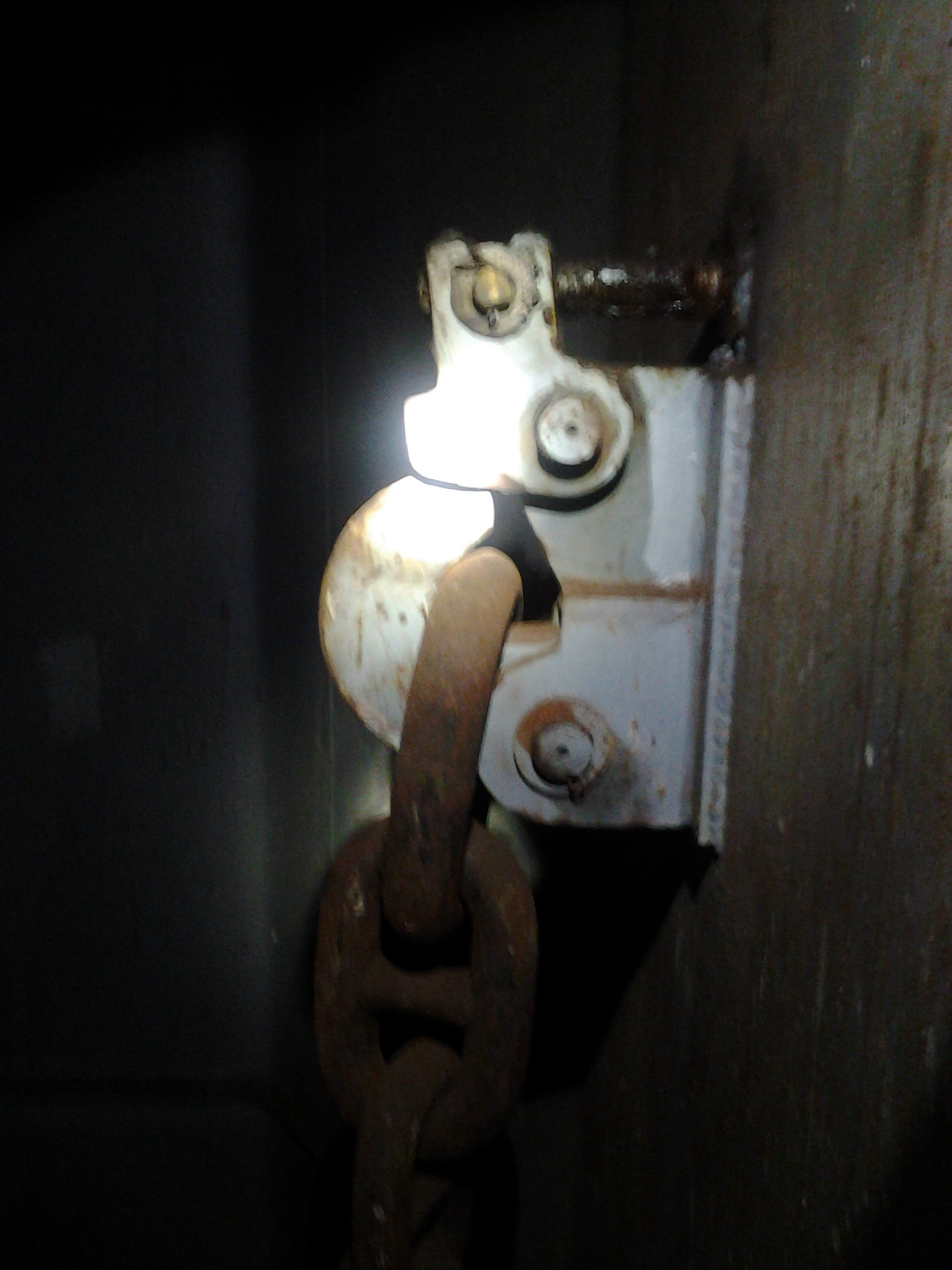
Zamocowanie łańcucha w komorze kotwicznej

Łańcuchy kotwiczne przechowywane są w komorze łańcuchowej w dziobowej części kadłuba. Na pokład wyprowadzane są (zwykle symetrycznie dwa) przez kluzy pokładowe na windę kotwiczną i dalej przez kluzy kotwiczne na zewnątrz. Na małych jednostkach łańcuch kotwiczny wyprowadza się przez rolkę dziobową.
Orientacyjną masę łańcucha w kg można obliczyć ze wzoru:
{\displaystyle m=2,3\cdot d^{2}} d – kaliber łańcucha